# Neikea

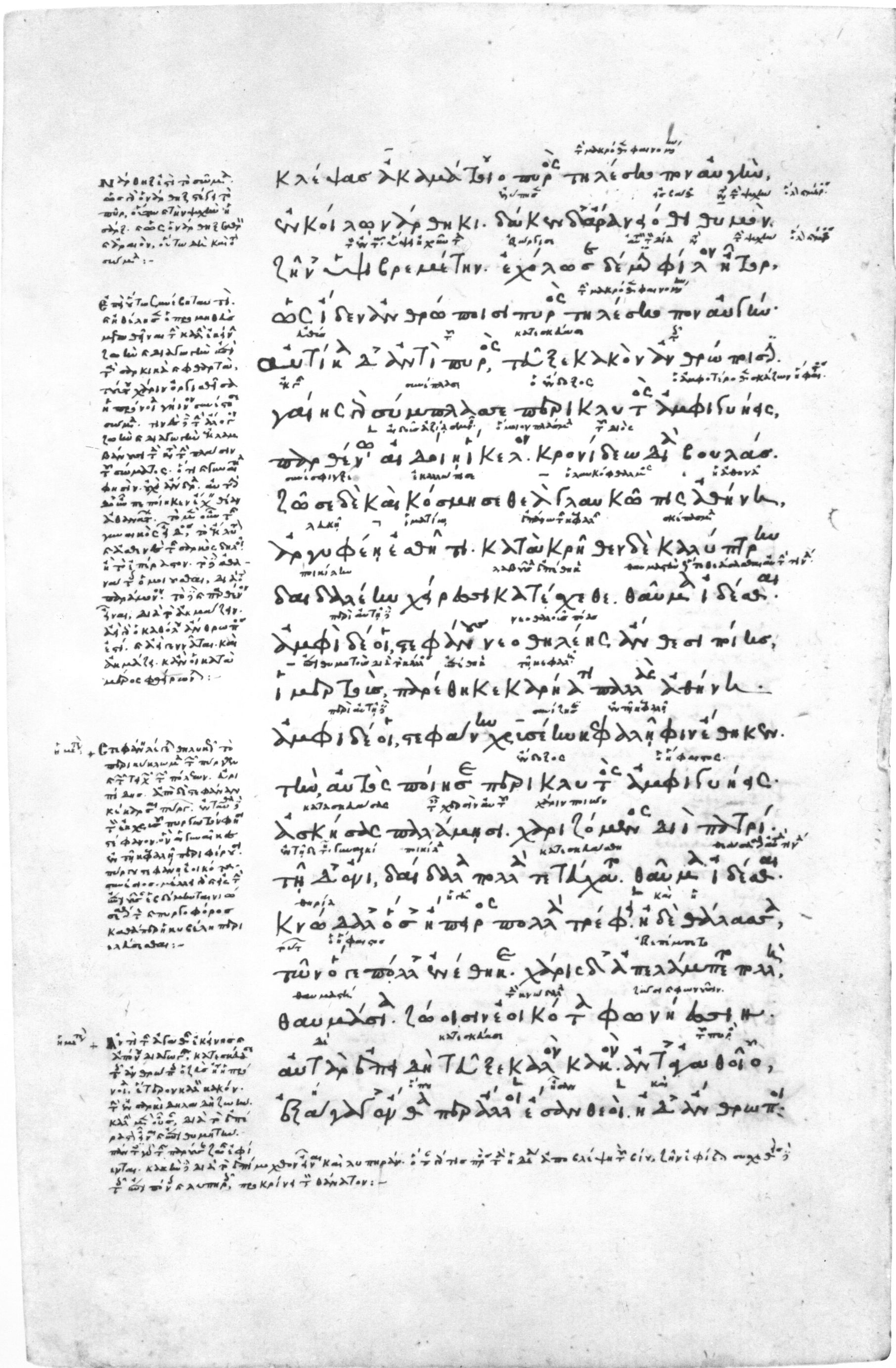
Antiguo escrito sobre Neikea.

En la mitología griega, los neikea (en griego Νείκεα) —sustantivo de género masculino— eran las personificaciones de las disputas, las peleas y los agravios. Hesíodo usa su nombre en plural (Νείκεα, «las disputas») pero Empédocles en singular (Νείκος, «el odio»). 
La Teogonía nos lo describe como parte de la funesta descendencia de la Discordia sin unión: «Por su parte la maldita Discordia (Eris) parió a la dolorosa Fatiga (Ponos), al Olvido (Lete), al Hambre (Limos) y a los Dolores (Algos), por los que se llora, a los Combates (Hisminas), las Guerras (Macas), las Matanzas (Fonos), las Masacres (Androctasias), los Odios (Neikea), las Mentiras (Pseudologos), las Ambigüedades (Anfilogías), al Desorden (Disnomía) y a la Destrucción (Ate), compañeros inseparables, y al Juramento (Horcos), el que más dolores propicia a los hombres de la tierra siempre que alguno perjura voluntariamente».
Por su naturaleza, era una fuerza opuesta a Filotes (la amistad y el cariño). No obstante el filósofo Empédocles creía que la Amistad (Philótes) y el Odio (Neikea) eran fuerzas opuestas que por su propia naturaleza conformaban la materia en los cuatro elementos  —el fuego, la tierra, el aire y el agua—.